# ГКС (Белхатув)
«ГКС Белха́тув» (пол. GKS Bełchatów) — професіональний польський футбольний клуб з міста Белхатув.

## Історія
Колишні назви:
- 1977: ГКС Венгель Брунатни Белхатув (пол. GKS [Górniczy Klub Sportowy] "Węgiel Brunatny" Bełchatów)
- 1983: ГКС Белхатув (пол. GKS Bełchatów)
- 1.02.2002: ГКС Белхатув ССА (пол. GKS Bełchatów SSA [Sportowa Spółka Akcyjna])
- 2005: ГКС БОТ Белхатув ССА (пол. GKS BOT [Bełchatów Opole Turów] Bełchatów SSA)
- 2006: БОТ ГКС Белхатув ССА (пол. BOT GKS Bełchatów SSA)
- 2007: ПГЕ ГКС Белхатув ССА (пол. PGE [Polska Grupa Energetyczna] GKS Bełchatów SSA)

26 листопада 1977 році з ініціативи Копальні бурого вугілля «Белхатів» на базі футбольного клубу «Скра Белхатув» (створений у 1930) був організований клуб, який отримав назву «„ГКС“ Белхатув».
У 1995 році команда дебютувала в І лізі і одразу дійшла до фіналу Кубку. З 1999 до 2005 року клуб виступав у ІІ лізі. У 2005 році у назві клубу була додана назва спонсору БОТ, а у 2007 році ПГЕ. У 2007 році «ГКС» здобув титул віце-чемпіона, і дебютував в європейських турнірах.

## Титули та досягнення
- Чемпіонат Польщі:
  - срібний призер (1): 2007
- Кубок Польщі:
  - фіналіст (2): 1996, 1999
- Кубок Ліги Польщі:
  - фіналіст (1): 2007
- Суперкубок Польщі:
  - фіналіст (1): 2007

## Участь у євротурнірах
Кубок УЄФА/Ліга УЄФА:
- 2 кваліфікаційний раунд: 2007/2008